# Сведи меня с ума
Сведи меня с ума (англ. Drive Me Crazy) —  молодёжная романтическая комедия 1999 года, снятая по мотивам книги Тода Штрассера «How I Created My Perfect Prom Date» («Как я создал мой лучший школьный бал»). Исходное название «Next to You» («Снова к тебе») было заменено из-за использования в саундтреке фильма песни Бритни Спирс «(You Drive Me) Crazy». Фильм собрал в мировом прокате $22,593,409 при бюджете $8,000,000, что позволяет считать его умеренно кассово успешным.

## Сюжет
Николь и Чейз — старшеклассники, давно живущие по соседству и знающие друг друга с детства. Оба живут в неполных семьях — у Николь отец бросил семью, а у Чейза мать умерла от рака, когда ему было всего 11. В детстве Николь и Чейз дружили, но сейчас они живут в разных мирах. Николь модно одевается, активно участвует в школьной жизни, посещает собрания и вечеринки, ходит на баскетбольные матчи школьной команды. Чейз — из компании «протестных» школьников, общающихся в своём узком кругу, не обращающих внимания на то, кто во что одевается, демонстративно отвергающих школьные порядки и иногда устраивающих «в знак протеста» мелкие хулиганские выходки, вроде подбрасывания краски в распылители поливочной системы на лужайке перед школой.
Намечается грандиозное торжество — бал в честь столетия школы, куда будут приглашены ученики, их родственники и выпускники прошлых лет. Николь — член оргкомитета бала. Она собирается пойти на бал с Брэдом, звездой школьной баскетбольной команды, но парень в последний момент влюбляется в чирлидершу. Тем временем у Чейза происходит размолвка с его подругой Далси.
Николь боится из-за ухода Брэда стать объектом насмешек и деланного сочувствия. Она предлагает Чейзу разыграть спектакль — изобразить перед школой влюблённую парочку, вызвав тем самым ревность Брэда и Далси, чтобы потом вернуть их. Чейз с неохотой соглашается.
Николь заставляет Чейза постричься и сменить привычную бесформенную одежду на модный прикид, они вместе ходят на вечеринки, «тусуются» в местах, где раньше бывал лишь кто-то один из них, добросовестно изображая влюблённость и полное единодушие. К моменту последней перед балом вечеринки игра, судя по всему, уже выполнила свою задачу: Далси явно не прочь вернуться к Чейзу, Брэд ищет возможности пообщаться с Николь. Только вот Николь и Чейз не заметили, как начали играть всерьёз. Внимание «бывших» заставляет ревновать уже самих героев. Они возвращаются с вечеринки порознь, расстроенные и обиженные друг на друга.
На следующий день Николь отказывает Брэду, который пытается пригласить её на бал, и остаётся без спутника. Далси старательно пытается «растормошить» Чейза, но у неё плохо получается.
В итоге герои порознь приходят на бал, но там встречаются и уже не отпускают друг друга.
Когда после бала Николь и Чейз возвращаются домой, они застают там вместе своих родителей. Оказывается, отец Чейза и мать Николь давно встречаются. Родители объявляют детям, что решили пожить вместе.

## В ролях
- Мелисса Джоан Харт — Николь
- Адриан Гренье — Чейз

## Отзывы
Фильм получил, в основном, негативные рецензии критиков. На сайте Rotten Tomatoes его рейтинг, основанный на 38 рецензиях, составил 28 %.

## Саундтрек
1. «(You Drive Me) Crazy (The Stop Remix!)» — Britney Spears
2. «Unforgetful You» — Jars of Clay
3. «I Want It That Way (Alternate Lyrics Soundtrack Version)» — Backstreet Boys
4. «It’s All Been Done» — Barenaked Ladies
5. «Stranded» — Plumb
6. «Faith In You» — Matthew Sweet
7. «Is This Really Happening to Me?» — Phantom Planet
8. «One for Sorrow (Tony Moran’s 7» Mix)" — Steps
9. «Hammer to the Heart» — The Tamperer
10. «Sugar» — Don Philip
11. «Regret» — Mukala
12. «Original» — Silage
13. «Help Save the Youth of America from Exploding» — Less Than Jake
14. «Keep on Loving You» — The Donnas

Тема «Turbo-teen» группы Sugar High, использованная в фильме, в саундтрек не вошла.